# HIV/AIDS 연표
다음은 1980년 이전에 일어난 사건을 포함한 HIV/AIDS 연표이다.

## 1980년대 이전
전문가들은 후천면역결핍증후군의 기원을 20세기 초 침팬지에게서 발견된 원숭이 면역 결핍 바이러스가 인간에게 전염되어 1920년대까지 킨샤사에서 전염된 것으로 추정한다.

### 1930년~1950년대
- 1930년과 1950년대 사이에 북부와 중부 유럽 국가에서 소규모의 기포자충 폐렴 전염병이 발생했는데,[5] 이 감염은 감염된 주사기와 바늘을 통한 감염일 것이라고 추정한다. 1950년대 전염병이 정점을 찍었기 때문에 영양실조는 원인으로 간주되지 않았다. 그 당시 유럽은 제 2차 세계대전이 끝나고 황폐해졌지만, 미국의 마셜 플랜으로 거의 회복된 상태였으며, 연구원들은 이 원인으로 독일의 식민지였던 카메룬에서 전염되던 HIV를 지목했다. 또한 연구원들은 유럽의 첫 HIV 감염자는 1939년 단치히 자유시에서 발생했고 1950년에 네덜란드와 스위스로 전염된 것으로 확인했다.

### 1959년

폐포자충에 감염된 사람의 폐 엑스레이 사진

- 1959년 콩고의 남성이 처음으로 HIV로 인해 사망했다.[6][2]
- 6월 28일 미국 뉴욕시에서 아르두인 안토니오[7]가 에이즈와 유사한 질병인 폐포자충으로 사망했고, 이 사례는 두 의학 저널에 발표되었다.[8][9] 또한 아르두인 안토니오의 시신을 부검한 고든 헤니가는 그 전염병이 에이즈라고 믿었다고 여러 간행물에서 인용되었다.[10][11][12]

### 1960년대
- 전문가들은 서아프리카에서 발견된 HIV의 변종 HIV-2가 검댕망가베이[13]로부터 인간에게 전염된 것으로 추정했다.
- 1960년대 후반 HIV-1이 카리브해 아이티에서 전염되어 북아메리카에서 첫 감염자가 발생했다.[14] 당시 아이티인들은 콩고에서 일하며 HIV가 전염될 기회가 많았던 것으로 평가 받는다.[15]

### 1964년
- 바바라 앤 카르마노스 암 연구소 및 웨인 주립대학교 의과대학의 제롬 호위츠가 항암제를 개발하려 의도했던 지도부딘이 후천면역결핍증후군 치료에 사용되었다.[16]

### 1969년
- 로버트 레이포드(Robert Rayford)로 확인된 미국 세인트루이스의 한 십대는 확인 할 수 없는 질병으로 사망했고, 후에 HIV임이 밝혀졌다.[17]

### 1976년
- 노르웨이의 선원 아르비드 노에의 딸이 1월에 사망하고, 아르비드 노에는 4월, 그의 아내 또한 12월에 사망했다. 후에 아르비드 노에가 1960년대에 아프리카에서 HIV에 감염된 것으로 결정된다.[출처 필요]

### 1977년
- 덴마크의 의사 그레테 라스크(Grethe Rask)가 아프리카에서 HIV에 감염되어 사망했다.
- 미국 샌프란시스코의 성노동자 여성이 아이를 낳았는데 아이 3명 모두 HIV로 사망하고 여성도 1987년 5월 사망한다. 후에 혈액 검사 결과에서 그녀는 HIV에 감염된 사실이 밝혀졌다.[18]
- 자이르인 여성이 면역 체계가 무너지고 HIV와 유사한 증상 때문에 네덜란드에서 치료를 받는다. 그녀의 두 자녀도 모두 사망했으며, 그녀도 1978년에 킨샤사에서 사망한다.[19]

### 1979년
- 미국 뉴저지에서 태어난 여자 아이가 5세의 나이로 사망했다. 후에 여자아이의 어머니가 여러 남성과 성관계를 가졌는데 그 중 약물 주입자가 있던 것으로 밝혀진다. 여자 아이도 HIV-1에 감염된 것이 후속 검사로 밝혀졌다.[20]
- 콩고의 탕가니카호에서 수년간 어부로 일했던 그리스 남성이 매우 드문 진균성 뇌수막염 감염으로 벨기에에서 병원에 치료를 받는다. 그는 결국 사망했고, 혈액 샘플을 보관했다. 후에 HIV 검사를 받았을 때 감염된 것으로 밝혀졌다.[21][22]

## 1980년대

### 1980년

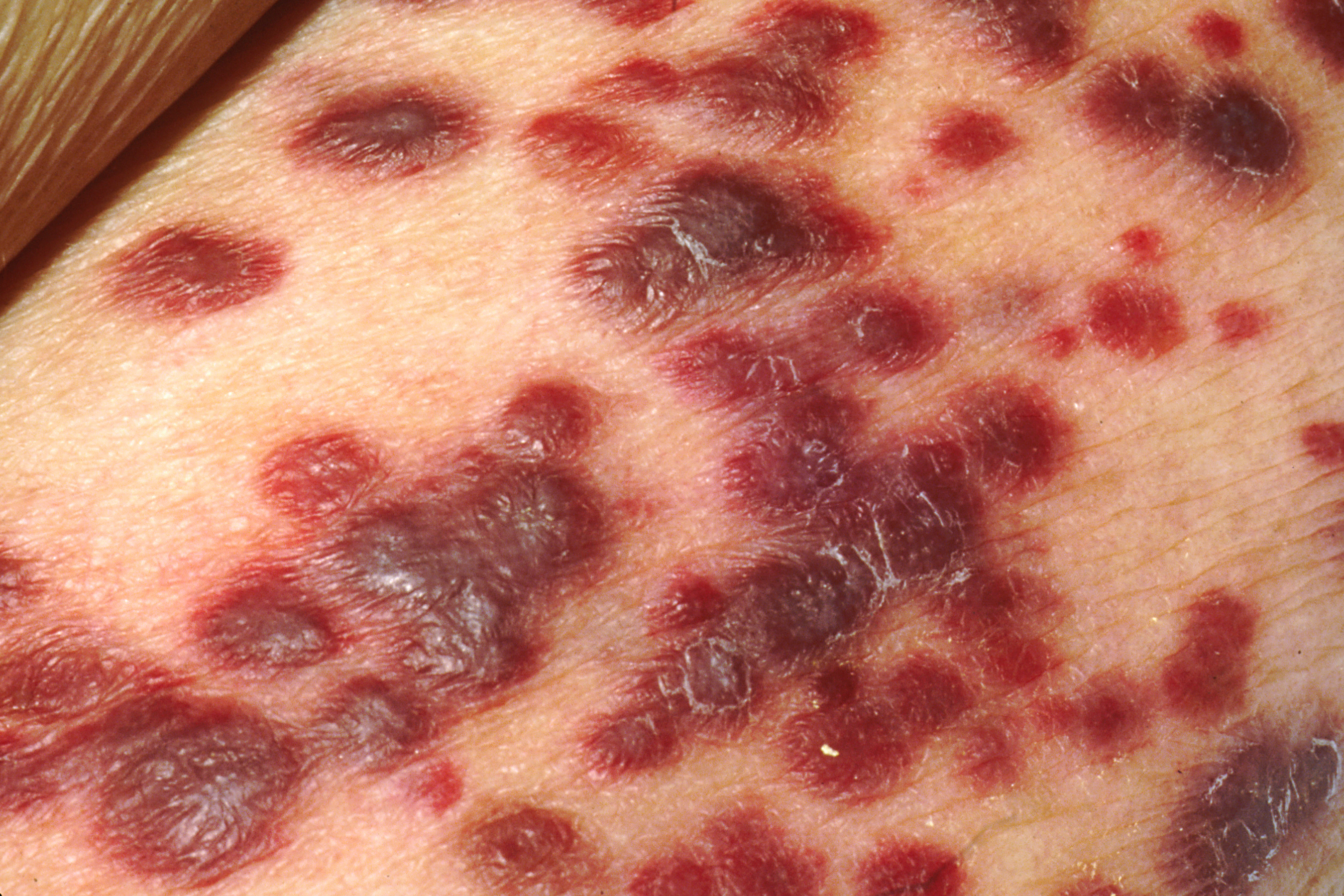
HIV 감염자의 피부에 난 카포시 육종.

- 4월 24일, 샌프란시스코에 사는 켄 혼은 카포시 육종으로 미국 질병통제예방센터에 보고되었다. 이후 1981년 CDC는 그가 미국에서 HIV 첫 감염자라고 밝혔다.[23]
- 덴마크 코펜하겐에서 36세의 동성애자 남성이 폐렴으로 사망했다.[24]
- 10월 31일, 가에탄 듀가스는 뉴욕시의 목욕탕들을 방문하고 목욕탕이 에이즈와 관련이 있다 판단했다.[25]
- 12월 31일, 미국 뉴욕의 브루클린 학교 교사인 릭 웨리코프가 에이즈로 사망했다. 그는 에이즈로 미국에서 네 번째로 사망했다고 보고되었다.[26]
- 프랑스 파리 클로드 버나드 병원에서 여성이 폐렴으로 사망했다.[27]

## 같이 보기
- HIV/AIDS의 역사